# Beaumont Trophy
De Beaumont Trophy is een voormalige eendagse wielerwedstrijd die werd verreden in de buurt van Stamfordham, Northumberland in Engeland. De eerste editie werd verreden in 1952 en gewonnen door de Brit Stan Blair. Recordwinnaar is Ray Wetherell, die de koers vijfmaal op zijn naam schreef. De Nieuw-Zeelander Dion Smith is de enige buitenlander die de Beaumont Trophy wist te winnen. Andere bekende winnaars van de koers zijn onder meer Russell Downing en Bradley Wiggins.
Vanaf 2014 maakte de koers deel uit van de UCI Europe Tour, in de categorie 1.2.
In 2008 en 2011 werd de winnaar van de koers gekroond tot nationaal kampioen van het Verenigd Koninkrijk.

## Lijst van winnaars

### Meervoudige winnaars
| Overwinningen | Renner          | Land                | Jaren                        |
| ------------- | --------------- | ------------------- | ---------------------------- |
| 5             | Ray Wetherell   | Verenigd Koninkrijk | 1966, 1967, 1968, 1971, 1972 |
| 2             | Don Sanderson   | Verenigd Koninkrijk | 1953, 1955                   |
| 2             | Russell Downing | Verenigd Koninkrijk | 2007, 2012                   |
| 2             | Bradley Wiggins | Verenigd Koninkrijk | 2009, 2011                   |

### Overwinningen per land
| Overwinningen | Land                |
| ------------- | ------------------- |
| 47            | Verenigd Koninkrijk |
| 1             | Nieuw-Zeeland       |

2005 · 
2006 · 
2007 · 
2008 · 
2009 · 
2010 · 
2011 · 
2012 · 
2013 · 
2014 · 
2015 · 
2016 · 
2017 ·
2018 ·
2019 ·
2020 ·
2021 ·
2022 ·
2023 ·
2024 ·
2025
Belangrijkste etappewedstrijden

Internationaal Wegcriterium · Driedaagse Brugge-De Panne · Ronde van de Alpen · Vierdaagse van Duinkerke · Ronde van Beieren · Ronde van Noorwegen · Ronde van België · Ronde van Luxemburg · Ronde van Oostenrijk · Ronde van Wallonië · Ronde van Burgos · Ronde van Denemarken · Arctic Race of Norway · Ronde van Groot-Brittannië
Belangrijkste eendaagse wedstrijden

Trofeo Laigueglia · GP Lugano · GP Nobili Rubinetterie · Dwars door Vlaanderen · Scheldeprijs · Brabantse Pijl · GP Kanton Aargau · Brussels Cycling Classic · GP Fourmies · Primus Classic Impanis-Van Petegem · Ronde van de Drie Valleien · Milaan-Turijn · Ronde van Piemonte · Ronde van het Münsterland · Ronde van Emilia · Parijs-Tours · GP Bruno Beghelli